# Ellen Augusta Pollard Butterick
Ellen Augusta Pollard Butterick (Leominster, Worcester County, Massachusetts, 27 de marzo de 1831- ?1871) fue empresaria e inventora estadounidense, innovadora en el campo de moda y patronaje textil, creadora, junto a Ebenezer Butterick, del patrón de costura graduado.

## Biografía y trayectoria
Era hija de Amory Pollard y de Persis Pollard. Se casó en 1850 con Ebenezer Butterick (1826-1903), un sastre de Sterling, Massachusetts. La pareja, que tuvo un hijo, trabajaba en su propia casa, atendiendo un pequeño comercio de sastrería.   

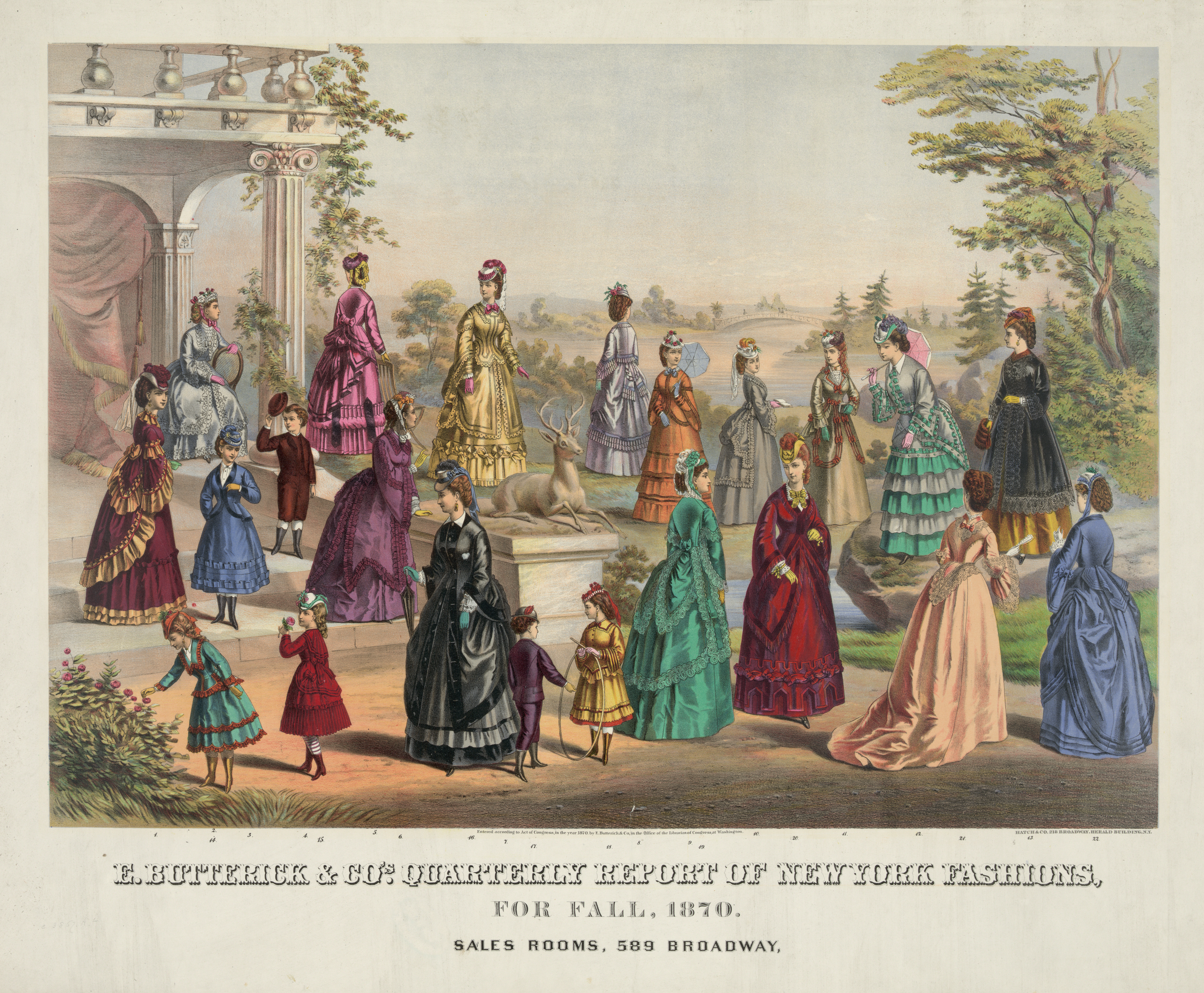
Catálogo Butterick & Co.'s quarterly report de moda de Nueva York para otoño de 1870.

El marido se dedicaba a confeccionar trajes para ricos, mientras ella se dedicaba a trajes domésticos.  En el proceso de confección de un traje infantil, Pollard trabajaba con patrones  disponiendo del dibujo en la propia tela dibujándolo con tiza. Había entonces patrones para trajes, pero en una sola talla, de forma que habían de ser ajustados a escala por la persona que los confeccionara, lo que era muy trabajoso. Ellen pensó  en lo mucho que facilitaría la labor de las costureras domésticas el que los patrones se adecuaran a las diferentes tallas, ya que la ropa se producía en los hogares. Surgió así la idea de patrones graduados de costura, con diferentes tamaños, que  confeccionaron ella y su marido en cartón grueso.   Después pasaron al papel ligero, de seda, que era más fácil de doblar y enviar a cualquier parte del país por correo, ya que los "patrones Butterick" podían enviarse a cualquier lugar del país y Canadá por ese método.  
Los primeros encargos se atendieron desde el propio domicilio, donde la familia (incluido un sobrino) trabajaban en conjunto, en una extensión de su mesa del cuarto de estar del 41 Grove street. El primer éxito se obtuvo con el “Butterick Shirt Pattern” y posteriormente tuvieron similar resultado con patrones para niños y niñas. 
La pareja creó así la compañía E. Butterick & Company en 1863. El patrón de costura graduado revolucionó la práctica de la costura doméstica. Según iba aumentando el negocio, se trasladaron a un domicilio mayor en Fitchburg, Massachusetts, y en un año, abrieron un negocio en el número 192 de Broadway, en la ciudad de Nueva York. Pocos meses después hubieron de aumentar el espacio, pues ya tenían cinco empleadas en el trabajo del doblaje de los patrones, además de la familia.

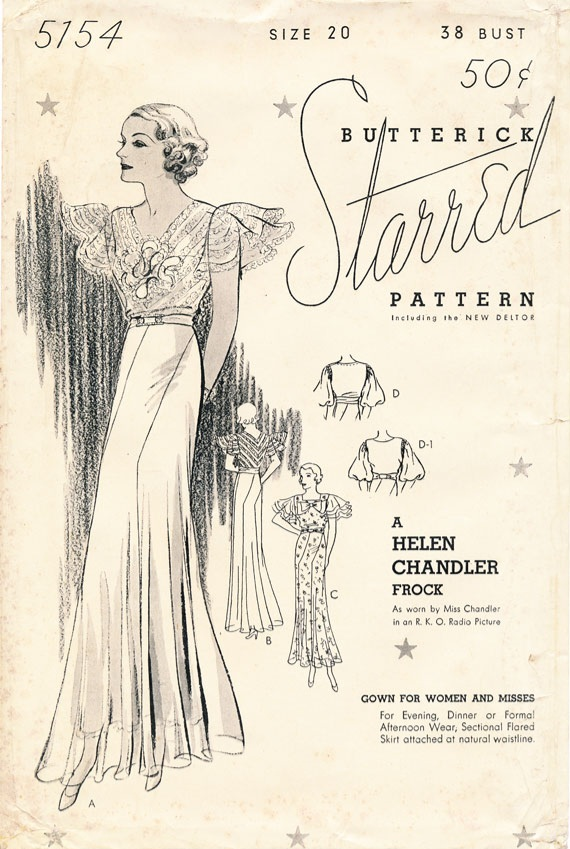
Anuncio de 1933 de Butterick Publishing Company.

En 1867 los patrones femeninos comenzaron a ilustrar las primeras Ladies' Report of New York Fashions. Costaban entre 10 centavos por el patronaje de una manga a 75 centavos por un vestido, y se presentaban e informaban de que estaban «diseñados para personas no especialmente familiarizadas en hacer costura, y desean hacerlo por ellas mismas o sus hijos».  Se facilitaba de esta forma la economía de las familias modestas y se facilitaba el trabajo.
La Compañía Butterick producía patrones de costura para la confección de ropa en una amplia variedad de modelos y tallas, para mujeres y niñas. Ya en 1868, ofrecía patrones disponibles en al menos 15 tallas distintas. Presentaban las novedades de la moda en  catálogos con toda clase de artículos y prendas, como capas, corpiños, sobrefaldas, cubrecorsés y capas de mujer. Incluían las instrucciones de montaje y consejos de confección. Se conservan algunos catálogos que son objeto de coleccionistas en el Hagley Museum (Delaware).
También la compañía amplió sus tareas a publicaciones enfocadas hacia la moda y el diseño de ropa para el hogar. En 1871 llegaron a vender un millón de catálogos en Estados Unidos.
Pollard falleció en 1872, y fue enterrada en el Evergreen Cementery de Leominster. La compañía siguió su trayectoria, creando con la misma idea original la revista Ladies Quarterly of Broadway Fashions, y la  publicación mensual Metropolitan. A finales del siglo XIX, la empresa se transformó en Butterick Publishing Company,  donde continuó con la producción y venta de patrones. Fue adquirida en 2001 por McCall Pattern Company.